# Kępa Oksywska

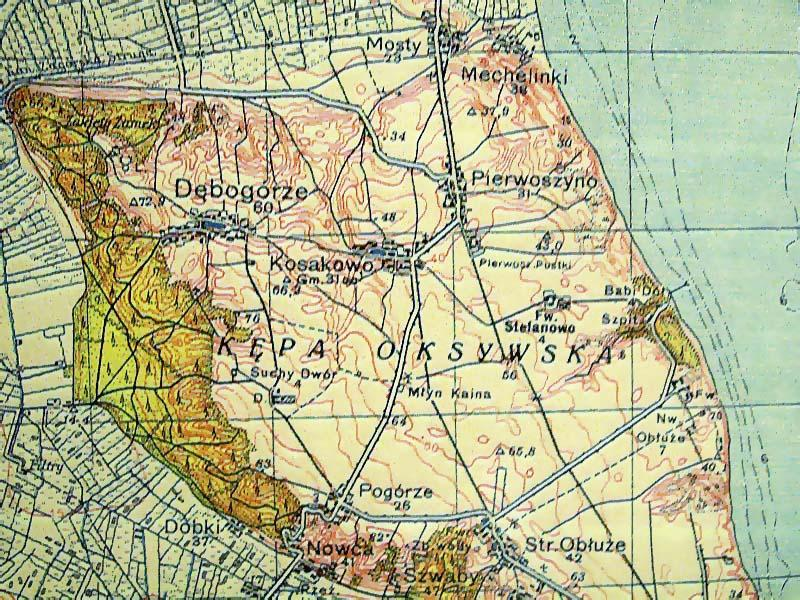
Fragment Kępy Oksywskiej na mapie Gdyni i okolic z 1935 roku.

Kępa Oksywska (niem. Oxhöfter Kämpe) – rozległa, lekko pofalowana wysoczyzna morenowa z urwistym 30-40-metrowym klifem na wybrzeżu Zatoki Puckiej. Razem z kępami: Pucką, Redłowską i Swarzewską oddzielona od reszty trójmiejskiej wysoczyzny Pradoliną Kaszubską, ukształtowaną przez wody ustępującego lądolodu.

## Historia
Od 1224 roku teren ten był przedmiotem nieustającego sporu między norbertankami z Żukowa a oliwskimi cystersami, co doprowadziło nawet do krwawego zajazdu na wieś Mosty w 1596 roku.
1 września 1939 roku oddziały Lądowej Obrony Wybrzeża (około 14 700 ludzi na wysuniętych pozycjach, na Kępie Oksywskiej i w rejonie Gdyni) zostały zaatakowane przez korpus generała Leonharda Kaupischa i zgrupowanie generała Eberhardta. Od 10 do 19 września miały tu miejsce zacięte walki polsko-niemieckie na stosunkowo niedużym obszarze, znane jako bitwa o Kępę Oksywską
W Wietrze od morza Stefana Żeromskiego można znaleźć m.in. opis napadu wikingów na Kępę.